# Eccidio de La Storta
L'eccidio de La Storta fu una strage commessa a Roma durante la seconda guerra mondiale, il 4 giugno 1944 da soldati dell'esercito nazista in fuga da Roma, in cui morirono quattordici persone in precedenza detenute nella prigione di via Tasso a Roma, dei quali dodici cittadini italiani.
Tra le vittime ci furono il sindacalista Bruno Buozzi e l'ufficiale della Regia Marina italiana Alfeo Brandimarte, un ebreo polacco e un agente segreto delle forze armate britanniche, Gabor Adler, la cui vicenda è stata a lungo sconosciuta.
Il nome dell'eccidio deriva dalla località più vicina al luogo del massacro, La Storta appunto. Esattamente il massacro avvenne in un boschetto al km 14.200 della via Cassia.

## L'accaduto
Secondo le ricostruzioni (che comunque non sono ancora riuscite a fare piena luce sull'accaduto), nella notte fra il 3 e il 4 giugno, mentre gli alleati si accingevano ad entrare da sud nella Capitale, i tedeschi in fuga caricarono due camion di prigionieri di via Tasso per trasferirli a Verona; erano in gran parte socialisti delle Brigate Matteotti o membri del Fronte militare clandestino. I passeggeri del primo camion, tra i quali Iole Mancini, il comandante delle Brigate Matteotti Giuseppe Gracceva, il docente Arrigo Paladini ed il grafico e pittore Sergio Ruffolo, si salvarono perché l'automezzo era guasto e non partì. Sul secondo camion SPA 38 salirono altri 14 prigionieri.
L'autocolonna tedesca si mosse da via Tasso verso nord; il convoglio pernottò nei pressi della località "La Storta", sulla via Cassia. All'alba del 4 giugno presso il quattordicesimo chilometro della Cassia, in aperta campagna, i prigionieri furono portati in una rimessa della tenuta Grazioli; nel pomeriggio furono giustiziati con un colpo di pistola alla testa. L'autore materiale dei quattordici assassinii fu un anziano ufficiale delle SS, Hans Kahrau, ma è incerto se egli abbia agito di sua iniziativa, oppure se abbia dato corso a un ordine ricevuto da Erich Priebke. I corpi furono recuperati nei giorni immediatamente successivi all'eccidio, dopo essere stati individuati dagli Alleati su indicazione dei contadini del luogo: le salme furono trasportate all'Ospedale Santo Spirito, mentre i funerali si svolsero l'11 giugno, nella chiesa del Gesù: all'epoca si ignorava l'identità dell'agente segreto inglese ucciso.

## Le vittime
- Gabor Adler, volontario ungherese, alias il capitano inglese "John Armstrong"', alias "Gabriele Bianchi"[8][9], inviato a Roma dagli inglesi in azione di spionaggio. Sepolto al Cimitero del Verano, riquadro 5[10].
- Eugenio Arrighi, tenente (Fronte militare clandestino)
- Frejdrik Borian, ingegnere polacco (Brigate Matteotti)
- Alfeo Brandimarte, maggiore delle Armi navali (Fronte militare clandestino)[11] - Medaglia d'oro al valor militare
- Bruno Buozzi, operaio, dirigente sindacale, già deputato del PSI (Brigate Matteotti)[12]. Sepolto al Cimitero Monumentale del Verano, accanto alla tomba del capitano Armstrong.
- Luigi Castellani, impiegato (Brigate Matteotti)[13]
- Vincenzo Conversi, ragioniere (Brigate Matteotti)
- Libero De Angelis, meccanico (Brigate Matteotti)
- Edmondo Di Pillo, ingegnere (Brigate Matteotti)[14] - Medaglia d'oro al valor militare

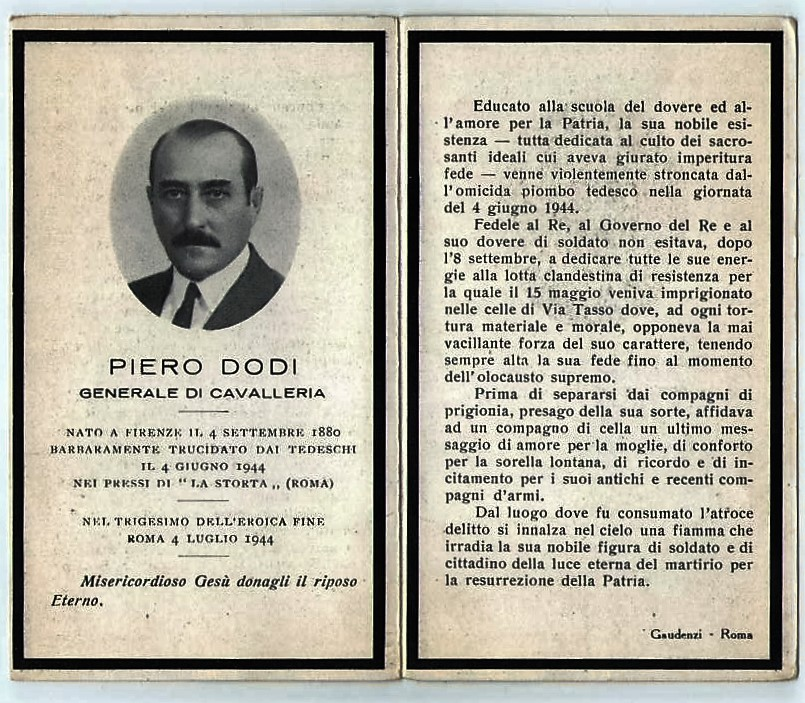
Prece in occasione del trigesimo del generale di cavalleria Piero Dodi, trucidato dai tedeschi il 4.06.1944 nei pressi di "La Storta"

- Pietro Dodi, generale di cavalleria nella riserva (Fronte militare clandestino)[15] - Medaglia d'oro al valor militare
- Lino Eramo, avvocato
- Alberto Pennacchi, tipografo (Brigate Matteotti)
- Enrico Sorrentino, capitano (Fronte militare clandestino)
- Saverio Tunetti, maestro elementare (Brigate Matteotti)[16]

## Il dibattito
Gli storici non sono ancora giunti ad una ricostruzione definitiva di questo eccidio: alcuni suppongono che il camion si sia fermato per un guasto o per un sabotaggio, e che quindi i prigionieri fossero diventati un peso inutile durante la fuga verso nord; secondo altri, l'ordine era già giunto prima della partenza dell'autocolonna (o che giunse più tardi: alcuni contadini riferirono agli americani di aver visto arrivare una motocicletta).
Secondo Paolo Monelli in "Roma 1943", i 14 uomini vennero giustiziati per fare posto al bottino di guerra.
Nella biografia dedicata alla vita di Bruno Buozzi edita nel 2014 da Ediesse, Gabriele Mammarella ricostruisce dettagliatamente la vicenda dell'Eccidio attraverso una serie di documenti inediti mai analizzati in precedenza.

## Il circolo ANPI
Il 27 giugno 2008 viene fondato il circolo ANPI dell'allora Municipio XX di Roma. Al circolo viene dato il nome "Martiri de La Storta" in onore agli uccisi dell'eccidio del 1944.